# کمیته المپیک سورینام
کمیته المپیک سورینام (انگلیسی: Suriname Olympic Committee) یک سازمان ورزشی است که نماینده کشور سورینام در کمیته بین‌المللی المپیک می‌باشد.
این سازمان که در سال ۱۹۵۹ تأسیس شده مسئول آماده‌سازی و اعزام ورزشکاران به بازی‌های المپیک، بازی‌های المپیک جوانان و بازی‌های پان امریکن است.